# 유탕 (청하경왕)
청하경왕 유탕(淸河頃王 劉湯, ? ~ 기원전 70년) 혹 유양(劉陽)은 중국 전한의 황족·제후왕으로, 청하왕이다. 청하강왕 유의의 아들이다.
태시 2년(기원전 95년)에 아버지가 죽자 뒤를 이어 청하나라 왕이 됐다. 재위 25년 만에 죽어 아들 유년이 뒤를 이었다.

## 가계
- 청하강왕 유의
  - 청하경왕 유탕
    - 청하왕 유년
    -  ?
      - 광종왕 유여의